# Al McAffrey
Al McAffrey (sinh ngày 6 tháng 6 năm 1948) là một chính khách người Mỹ đến từ Oklahoma, từng phục vụ tại Thượng viện Oklahoma, đại diện cho Quận 46. Ông đã phục vụ tại Hạ viện Oklahoma, đại diện cho Quận 88. MccAffrey ứng cử vào Hạ viện Hoa Kỳ năm 2014.

## Tuổi thơ, giáo dục và sự nghiệp
Con trai của một giáo trưởng Baptist, McAffrey lớn lên ở Sulphur, Oklahoma, tốt nghiệp trường trung học Sulphur năm 1966. Sau khi tốt nghiệp Đại học bang Oklahoma năm 1974, McAffrey nhập ngũ vào Hải quân Hoa Kỳ và làm Quân đoàn Hải quân Hoa Kỳ. Khi trở về Oklahoma, McAffrey gia nhập Sở cảnh sát thành phố Oklahoma và sau đó tiếp tục sở hữu và điều hành một số doanh nghiệp nhỏ thành công. Ông sở hữu và điều hành OK Dịch vụ hỏa táng & Nhà xác.

## Đời tư
Một người đàn ông đồng tính công khai, McAffrey là người LGBT công khai đầu tiên được bầu để phục vụ trong Cơ quan lập pháp Oklahoma. Cha của ba cô con gái và ông nội của tám đứa cháu, McAffrey sống ở thành phố Oklahoma. Ông là thành viên của Nhà thờ Tân giáo St. Paul nhiệt tại Thành phố Oklahoma và hoạt động trong Hiệp hội Vùng lân cận Công viên Mesta. McAffrey cũng phục vụ như một thành viên bỏ phiếu của Choctaw Nation. Ông cư trú tại trung tâm thành phố Oklahoma.